# La Selle-la-Forge
La Selle-la-Forge è un comune francese di 1 356 abitanti situato nel dipartimento dell'Orne nella regione della Normandia.

## Società

### Evoluzione demografica
Abitanti censiti